# 1a etapa del Tour de França 2008
La 1a etapa del Tour de França 2008 es va córrer el 5 de juliol. Els corredors van haver de recórrer 197,5 km entre Brest i Plumelec, a la Bretanya.

## Perfil de l'etapa
Per primera vegada des de 1966 el Tour de França no comença amb un pròleg o una contrarellotge individual, sinó que ho fa amb una etapa en línia de 197,5 quilòmetres entre Brest (Finisterre) i Plumelec (Ar Mor-Bihan).
Els ciclistes hauran de superar quatre cotes de quarta categoria. Les dues primeres, les cotes de Ty-Jopic (30è km, a Pont-de-Buis-lès-Quimerch) i de Kerivarc'h (49è km, a Brasparts), se situen al sud de les muntanyes d'Arrée. El coll de Toullaëron, a les muntanyes Negres, marca el pas entre els departaments de Finisterre i d'Ar Mor-Bihan al 86è quilòmetre i constitueix el punt més elevat de l'etapa (266 m). Finalment, la cota de Guenervé se situa al km 147è.
L'etapa també comprèn tres esprints intermedis a Plonévez-du-Faou, Gourin i Remungol.
L'arribada a Plumelec es troba al cim de la cota no puntuable de Cadoudal, anomenada l'Alpe-d'Huez bretona. Aquesta cota té un pendent ascendent de 6,2% durant 1.700 metres.

## Desenvolupament de l'etapa
Line Renaud va donar la sortida d'aquesta etapa i del Tour de França 2008 a Brest, 50 anys després d'haver donat la sortida al Tour de França 1958 a Brussel·les.
Una escapada de vuit corredors (Lilian Jegou, Geoffroy Lequatre, Thomas Voeckler, Stéphane Augé, José Luis Arrieta, Rubén Pérez Moreno, David de la Fuente i Björn Schröder) es produeix des dels primers quilòmetres. La diferència creix ràpidament, fins a arribar als 8 minuts i quinze segons al cim de la cota de Ty-Jopic (30è km). Al primer esprint intermedi (km 62) la diferència havia baixat fins als 5 minuts i 35 segons per l'impuls donat al gran grup per part del Crédit Agricole el Liquigas, Rabobank i Caisse d'Epargne.
Voeckler i Schröder lluiten pels primers punts de la muntanya, intercanviant-se les dues primeres posicions en les dues primeres cotes del dia, i quedant empatats a punts al final de la jornada. Lilian Jegou guanya la tercera cota i David de la Fuente la quarta.
Poc després de l'esprint de Remungol, a 36 quilòmetres de l'arribada, i quan la diferència dels escapats ja era inferior als dos minuts respecte al gran grup, Stéphane Augé llança el primer atac dins el grup d'escapats. Poc després és agafat i és llavors de la Fuente el que ataca i sols és seguit per Jegou. Els fins llavors companys d'escapada són agafats pel gran grup a manca de 26 quilòmetres de Plumelec. Els dos escapats seran finalment agafats a 7 km de l'arribada.
Romain Feillu (Agritubel) és el primer a atacar a la cota final de Cadoudal, seguit per Stefan Schumacher (Gerolsteiner). Tots dos són agafats i Kim Kirchen (Columbia) accelera, però no pot resistir a l'acceleració d'Alejandro Valverde (Caisse d'Epargne) a 250 metres de la línia, el qual guanya, amb un segon d'avantatge sobre Philippe Gilbert (Française des Jeux) i Jérôme Pineau (Bouygues Telecom).
Durant el decurs de l'etapa el colombià Mauricio Soler, vencedor del gran premi de la muntanya en l'edició del Tour de França 2007 pateix una forta caiguda que li fa perdre més de 3 minuts a la línia d'arribada

## Esprints intermedis
- 1r esprint intermedi. Plonévez-du-Faou (km 62)

| 1r | Geoffroy Lequatre  | 6 pts |
| 2n | Lilian Jegou       | 4 pts |
| 3r | Rubén Pérez Moreno | 2 pts |

- 2n esprint intermedi. Gourin (km 90,5)

| 1r | Geoffroy Lequatre | 6 pts |
| 2n | Stéphane Augé     | 4 pts |
| 3r | Lilian Jegou      | 2 pts |

- 3r esprint intermedi. Remungol (km 157)

| 1r | Geoffroy Lequatre  | 6 pts |
| 2n | Rubén Pérez Moreno | 4 pts |
| 3r | Lilian Jegou       | 2 pts |

## Ports de muntanya
- Cota de Ty-Jopic. 4a categoria (km 29,5)

| 1r | Björn Schröder     | 3 pts |
| 2n | Thomas Voeckler    | 2 pts |
| 3r | David de la Fuente | 1 pts |

- Cota de Kerivarc'h. 4a categoria (km 48,5)

| 1r | Thomas Voeckler   | 3 pts |
| 2n | Björn Schröder    | 2 pts |
| 3r | Geoffroy Lequatre | 1 pts |

- Col de Toullaeron. 4a categoria (km 85,5)

| 1r | Lilian Jegou    | 3 pts |
| 2n | Thomas Voeckler | 2 pts |
| 3r | Björn Schröder  | 1 pts |

- Cota de Guenervé. 4a categoria (km 146,5)

| 1r | David de la Fuente | 3 pts |
| 2n | Björn Schröder     | 2 pts |
| 3r | Thomas Voeckler    | 1 pts |

## Classificació de l'etapa
| Posició | Ciclista           | Equip               | Temps     |
| ------- | ------------------ | ------------------- | --------- |
| 1       | Alejandro Valverde | Caisse d'Epargne    | 4h 36'07" |
| 2       | Philippe Gilbert   | Française des Jeux  | + 1"      |
| 3       | Jérôme Pineau      | Bouygues Télécom    | m. t.     |
| 4       | Kim Kirchen        | Team Columbia       | m. t.     |
| 5       | Riccardo Riccò     | Saunier Duval-Scott | m. t.     |
| 6       | Cadel Evans        | Silence-Lotto       | m. t.     |
| 7       | Fränk Schleck      | Team CSC Saxo Bank  | m. t.     |
| 8       | Filippo Pozzato    | Liquigas            | m. t.     |
| 9       | Óscar Freire       | Rabobank            | m. t.     |
| 10      | Óscar Pereiro      | Caisse d'Epargne    | m. t.     |

## Classificació general
| Posició | Ciclista           | Equip               | Temps     |
| ------- | ------------------ | ------------------- | --------- |
| 1       | Alejandro Valverde | Caisse d'Epargne    | 4h 36'07" |
| 2       | Philippe Gilbert   | Française des Jeux  | + 1"      |
| 3       | Jérôme Pineau      | Bouygues Télécom    | m. t.     |
| 4       | Kim Kirchen        | Team Columbia       | m. t.     |
| 5       | Riccardo Riccò     | Saunier Duval-Scott | m. t.     |
| 6       | Cadel Evans        | Silence-Lotto       | m. t.     |
| 7       | Fränk Schleck      | Team CSC Saxo Bank  | m. t.     |
| 8       | Filippo Pozzato    | Liquigas            | m. t.     |
| 9       | Óscar Freire       | Rabobank            | m. t.     |
| 10      | Óscar Pereiro      | Caisse d'Epargne    | m. t.     |

## Classificacions annexes

### Classificació per punts
| Classificació per punts | Total  |
| ----------------------- | ------ |
| Alejandro Valverde      | 35 pts |
| Philippe Gilbert        | 30 pts |
| Jérôme Pineau           | 26 pts |

### Classificació de la muntanya
| Classificació de la muntanya | Total |
| ---------------------------- | ----- |
| Thomas Voeckler              | 8 pts |
| Björn Schröder               | 8 pts |
| David De La Fuente           | 4 pts |

### Classificació del millor jove
| Classificació del millor jove | Total    |
| ----------------------------- | -------- |
| Riccardo Ricco                | 4h36'08" |
| Andy Schleck                  | + 0'06"  |
| Iuri Trofímov                 | m. t.    |

### Classificació per equips
| Classificació per equips | Total       |
| ------------------------ | ----------- |
| Caisse d'Epargne         | 13h 00' 48" |
| Team CSC Saxo Bank       | m. t.       |
| Team Columbia            | m. t.       |

### Combativitat
Lilian Jegou (FDJ)

## Abandonaments
Hervé Duclos-Lassalle (Cofidis)